# Bokils strömmen
Bokils strömmen är ett sund i Finland. Det ligger i Houtskär i landskapet Egentliga Finland, i den sydvästra delen av landet, 190 km väster om huvudstaden Helsingfors.
Bokils strömmen ligger mellan Mossala i väster och Storö i öster. Sundet föfbiner Österfjärden i söder med Mossala fjärden i nordväst.